# Banco Internacional de São Tomé e Príncipe

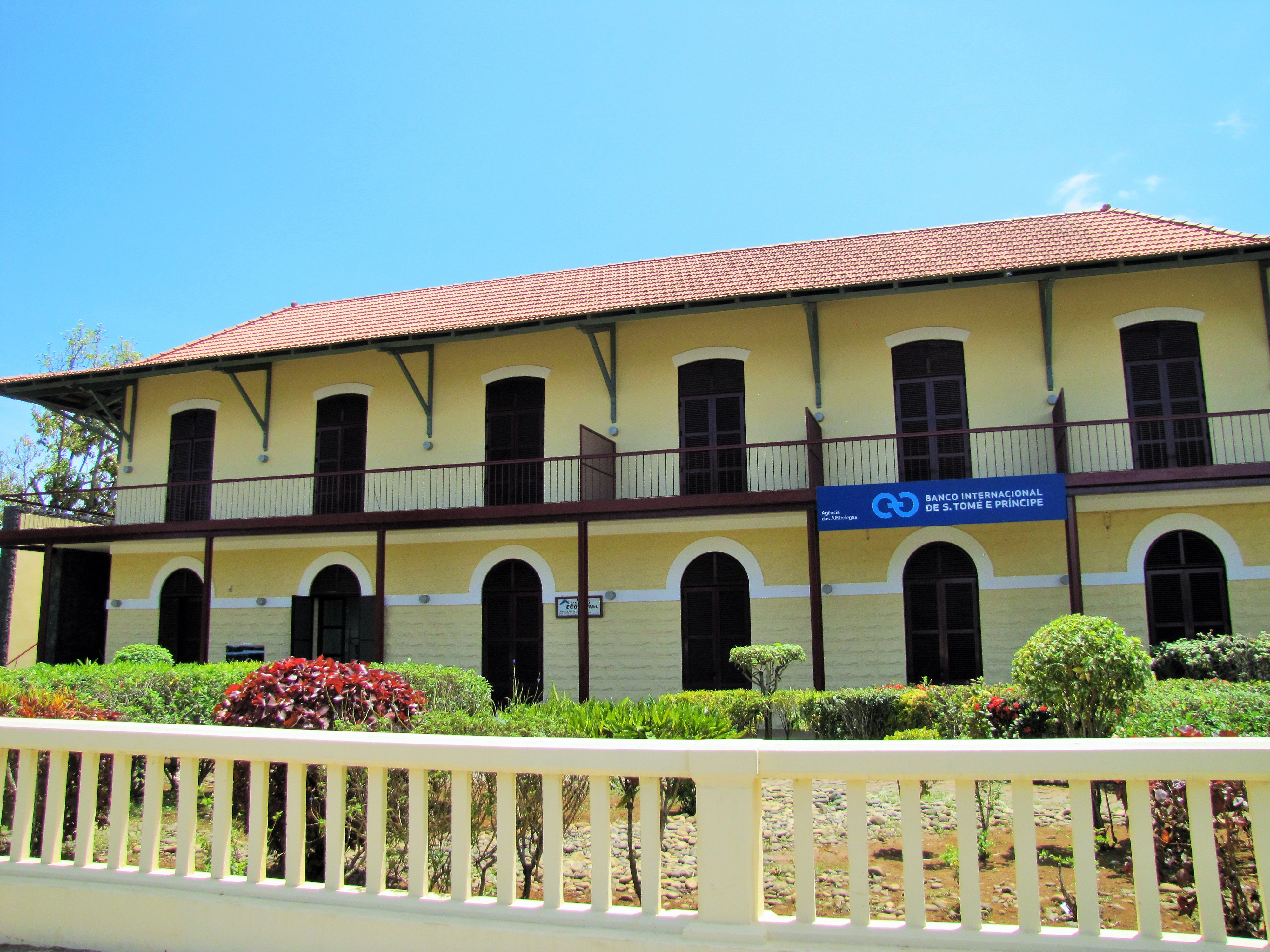
Agência do BISTP.

O Banco Internacional de São Tomé e Príncipe (BISTP) é o maior e mais antigo banco comercial de São Tomé e Príncipe. Consiste em uma sede e 14 filiais.

## História
O banco foi formado quando o governo converteu o Banco Nacional de São Tomé e Príncipe de um banco central, de desenvolvimento e comercial em um banco central puro, o Banco Central de São Tomé e Príncipe, em 3 de Março de 1993. O governo juntou dois bancos portugueses, o Banco Nacional Ultramarino e o Banco Totta e Açores, para estabelecer o BISTP. O governo possuía 42% e os dois bancos compartilhavam 52%. (O governo criou o Banco Nacional de São Tomé e Príncipe em 1975, fora do braço do Banco Nacional Ultramarino. O banco, portanto, em certo sentido, pode traçar sua história até a entrada do Banco Nacional Ultramarino em 1868.) O banco português Caixa Geral de Depósitos, que adquiriu o Banco Nacional Ultramarino em 1988, fundiu-se integralmente em 2001. Em 2000, o Banco Santander adquiriu o Banco Totta e Açores e alienou a sua participação no BISTP para a Caixa Geral de Depósitos, que passou a deter 52% do BISTP. Tornou-se uma empresa inteiramente privada em 2003. Em 2007, tinha três filiais, o número aumentou para 14 em 2014, em duas ilhas.
Em 2009, anunciou que os serviços bancários começaram a oferecer on-line sob o nome BISTP KWA Non